# Veolia Eau
 (juin 2016).
Si vous disposez d'ouvrages ou d'articles de référence ou si vous connaissez des sites web de qualité traitant du thème abordé ici, merci de compléter l'article en donnant les références utiles à sa vérifiabilité et en les liant à la section « Notes et références ».
 (janvier 2025).
Veolia Activité Eau (évolution de la Compagnie générale des eaux) est une division du groupe Veolia. Son activité principale est d’assurer la gestion déléguée de services d’eau et d’assainissement, pour le compte de collectivités publiques et d’entreprises.
Ses métiers : prélèvement de l’eau dans la nature, production et acheminement d'eau potable, collecte, transport et dépollution des eaux usées. Veolia Eau propose aux industriels des technologies spécifiques : approvisionnement en eau de process, de refroidissement, eau ultra-pure, traitement et recyclage des effluents, valorisation…
En 2013, le nouveau directeur général François Bertreau réorganise les 4 divisions de Veolia (eau, énergie, déchet, transports) par zone géographique en "cassant" les couches hiérarchiques des 4 métiers.

## Histoire
- 1853 : création de la Compagnie générale des eaux.
- 1879 : création de la 1re filiale à l’international à Venise.
- 1889 : ouverture du 1er laboratoire de recherche au 52, rue d’Anjou, à Paris.
- 1918 : création de la Sade (Société auxiliaire des distributions d’eau), spécialisée dans les réseaux d’adduction et de distribution d’eau potable.
- 1998 : après le cyclone Mitch au Nicaragua et les inondations du fleuve Yangtze en Chine, Veolia Water crée une équipe d’intervention humanitaire d’urgence : Waterforce.
- 2002 : nouveaux contrats de gestion déléguée de services de l’eau : Bucarest, Berlin, Indianapolis et Shanghai.
- 2005 : Veolia Environnement rassemble sous le nom de Veolia ses quatre divisions. La Compagnie générale des Eaux devient Veolia Eau - Compagnie Générale des Eaux.
- 2008 : Veolia Eau crée la Grameen-Veolia Water Ltd, une entreprise sociale qui a pour but d’apporter de l’eau potable à 100 000 habitants du Bangladesh, en partenariat avec la Grameen Bank (microcrédit solidaire) de Muhammad Yunus (Prix Nobel de la paix en 2006).

## Activités: le cycle de l’eau
- Assainissement des eaux usées : collecte et dépollution en fonction du degré de pollution et des normes

Veolia Eau fournit ses services d'assainissement à plus de 68 millions de personnes dans le monde et gérait, en 2009, 3 229 usines d'épuration.
Derniers contrats importants : 
- - en 2009, Veolia Eau a été choisie par Doha, la capitale du Qatar, pour la gestion de ses eaux usées[3] ;
  - en 2010, l’entreprise a remporté la concession de la station d’épuration du Grand Prado à La Réunion[4].

- Production et distribution d’eau potable :
  - traitement de l’eau prélevée dans le milieu naturel,
  - distribution de l'eau potable aux consommateurs.

Veolia Eau alimente près de 95 millions de personnes en eau potable dans le monde. Veolia Eau a remporté en 2010 le contrat de délégation de service public du SEDIF (Syndicat des Eaux d’Ile-de-France) pour 12 ans (chiffre d’affaires cumulé d’environ 3 milliards d’euros).
- Dessalement de l'eau de mer, pour lutter contre les pénuries d'eau dans les zones arides.

2 types de procédés : 
- - le dessalement thermique : l’eau est vaporisée dans des installations de distillation, pour la séparer des sels qu'elle contient,
  - le dessalement membranaire par osmose inverse : l’eau est passée, sous pression, à travers une membrane qui laisse circuler l'eau, mais retient les sels.

Veolia Eau a construit 15 % de la capacité mondiale de dessalement, avec des usines en Australie, Israël, Oman, en Espagne… Le marché mondial du dessalement devrait doubler entre 2010 et 2016.
- Recyclage des eaux usées pour des applications n'exigeant pas une eau potable (exemples : irrigation, applications industrielles…).

- Production et traitement des eaux industrielles : eau de process, eau de chaudière, eau de refroidissement, eau de lavage...

- Rechargement des nappes phréatiques, dont les niveaux s’abaissent en cas de surexploitation, avec des eaux traitées : eaux de surface, eaux pluviales, eaux usées...

## Principales filiales
- Veolia Eau Solutions et Technologies fournit des usines clés en main et des technologies aux collectivités locales et aux industriels, dont des solutions pour réduire leur empreinte carbone.
- Société auxiliaire des distributions d'eau (SADE), le 1er canalisateur européen. Son métier : construire et entretenir des réseaux d’eau potable et d’assainissement. Pour limiter son impact sur l’environnement, Sade recycle sur place les enrobés extraits de ses chantiers en les transformant en matériau de remblais immédiatement utilisable.
- Deux bureaux d’ingénieurs conseil : Seureca, à l’international et Setude en France. Domaines de compétence : eau, assainissement et environnement.
- Azaliya Water Services. Entreprise créée par Veolia Eau et Mubadala Development Company pour le moyen orient et en Afrique.

Veolia Eau détient des filiales communes avec d’autres divisions de Veolia Environnement.
- Avec Veolia Propreté : 
  - SEDE Environnement (gestion des boues et méthanisation de différents types de déchets[8])
  - SIDEF - Services aux Industriels pour la Dépollution des Effluents (traitement des effluents industriels peu pollués).
- En France, Veolia Eau a créé plusieurs autres marques : « Eaux de l'Artois »[9] pour l'exécution de ses activités de distribution sur l'Artois, ou « Veolia Eau Services »[10] pour la commercialisation de contrats d'assistance.

## Controverses

### Affaire de la société luxembourgeoise Olky Payment Service Provider
Fin 2014, Veolia signe un contrat avec la société Olky Payment Service Provider, basée au Luxembourg, et lui confie la gestion de la facturation de la plupart de ses services d'eau en France pour sept années. Alors que cette société lance en 2015 une augmentation de capital, deux hauts responsables de la Branche Veolia Eau, Philippe Malterre et Jean-Philippe Franchi, en deviennent actionnaires. Selon Mediapart qui révèle cette affaire le 24 novembre 2016, « Ils espéraient revendre par la suite cette société 200 millions d’euros au minimum. À Veolia de préférence ».
Le groupe Veolia a déclaré lancer un audit interne et les syndicats FO, CFDT et CGT prévoient de se constituer partie civile. Ils rappellent que les salariés subissent des réductions d'effectifs, car « Veolia a lancé trois plans de départs volontaires en quatre ans dans sa branche Eau France, qui compte actuellement près de 13 000 salariés et a réalisé 2,9 milliards d’euros de chiffre d’affaires en 2015 ».
L'association Anticor, la Fondation France Libertés et le syndicat FO ont déposé plainte, le 19 décembre 2016, au Parquet national financier. Selon l'observatoire des multinationales, « Alain Franchi, mis à la tête de Veolia Eau France pour mener des coupes brutales dans les effectifs, impliqué dans l’affaire, quittera l’entreprise à la fin de l’année ».

### Condamnations pour coupures d'eau
Veolia est condamnée à plusieurs reprises, pour avoir coupé ou réduit l'alimentation en eau d'un client. La loi Brottes de 2013 interdit les coupures d'eau dans une résidence principale, quelle que soit la situation financière du ménage,.

### Plainte pour tentative de corruption
Marco Schiavio, dirigeant de Passavant, entreprise milanaise de traitement de l’eau, porte plainte le 12 janvier 2018 auprès du parquet national financier pour « ententes illicites, corruption active et trafic d’influence »,.
La plainte viserait les dirigeants d’OTV, une filiale de Veolia, « qui auraient tenté de le dissuader de déposer un recours devant le tribunal administratif pour annuler le marché de refonte de l’usine de Clichy-la-Garenne (Hauts-de-Seine) – appel d’offres de 341 millions d’euros qu’OTV a remporté le 11 février 2015 »,.